# Lavernose-Lacasse
Lavernose-Lacasse (em occitano:  La Vernosa e La Caça) é uma comuna francesa na região administrativa da Occitânia, no departamento do Alto Garona. Estende-se por uma área de 17.83 km², com 3.153 habitantes, segundo o censo de 2018, com uma densidade de 180 hab/km².